# Titanatemnus sjoestedti
Titanatemnus sjoestedti är en spindeldjursart som först beskrevs av Albert Tullgren 1901.  Titanatemnus sjoestedti ingår i släktet Titanatemnus och familjen Atemnidae. Inga underarter finns listade i Catalogue of Life.